# Biserica de lemn din Hinchiriș

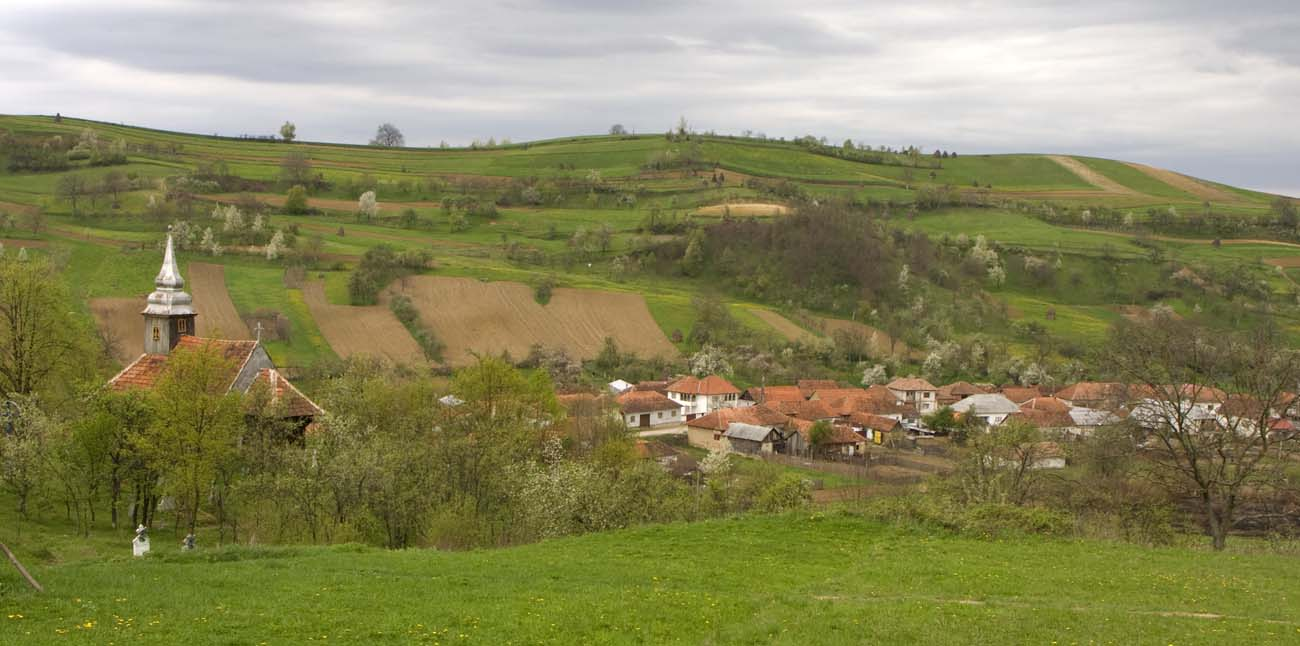
Perspectivă peste Hinchiriș, 2008

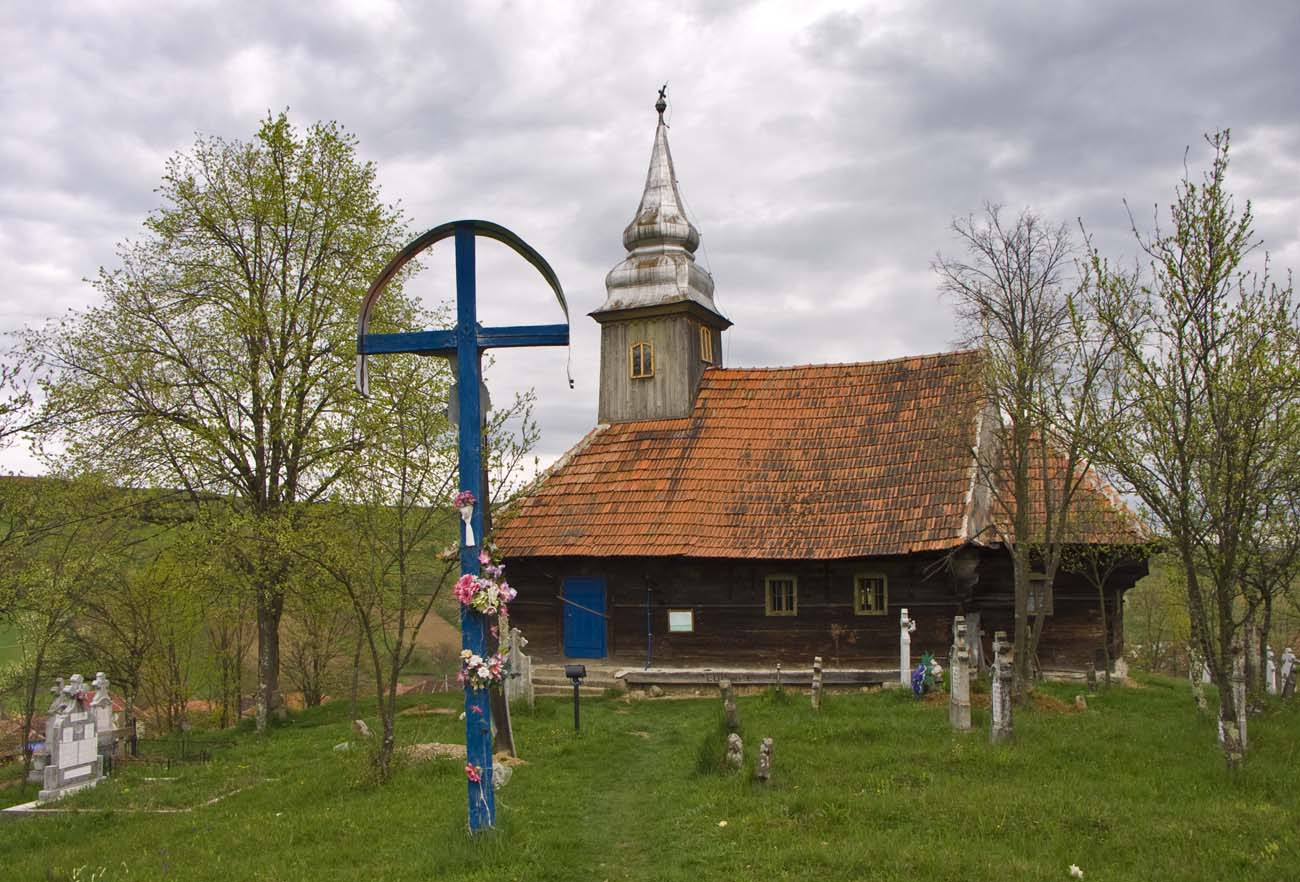
Biserica de lemn din Hinchiriș, județul Bihor, 2008

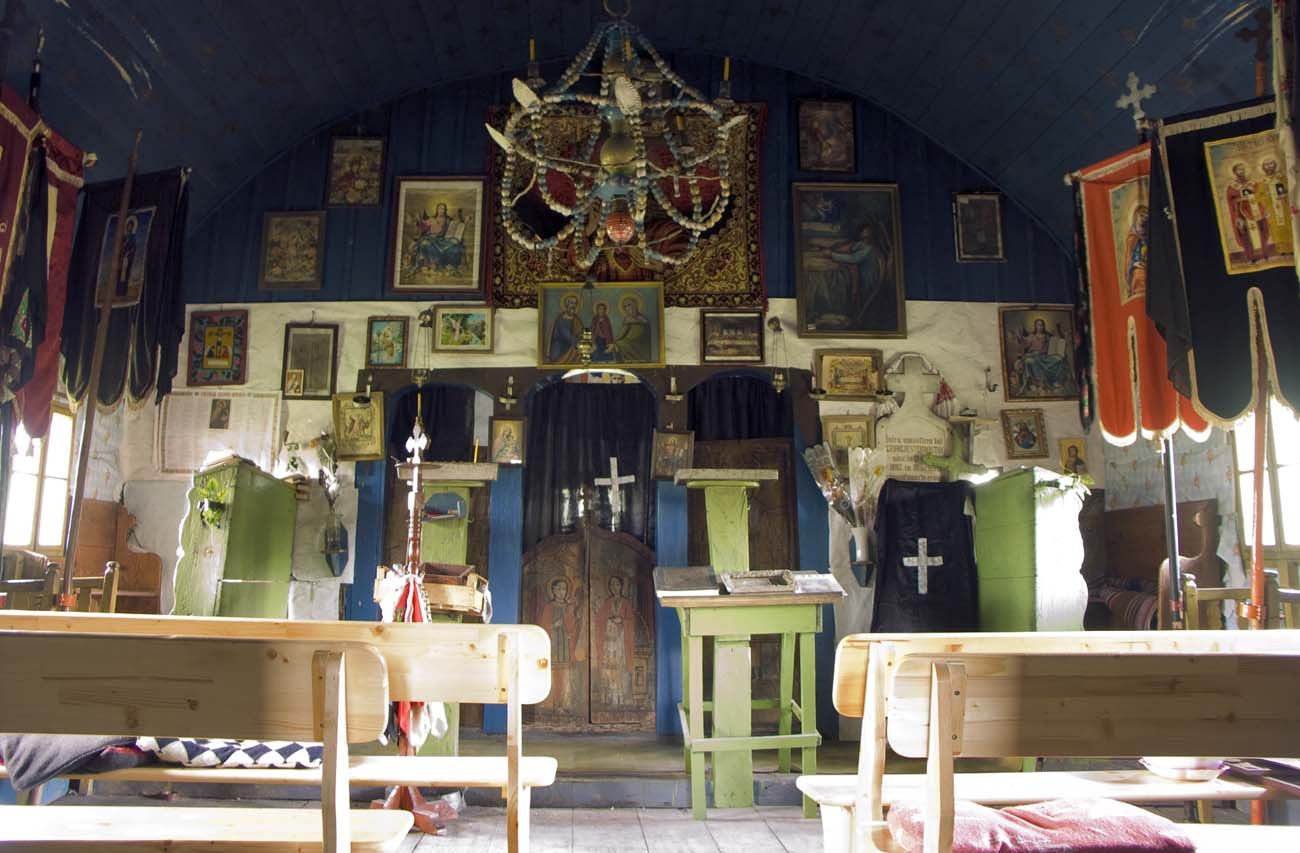
Iconostasul bisericii, 2008

Biserica de lemn din Hinchiriș se află în localitatea omonimă din județul Bihor și a fost ridicată în secolul 18, sau chiar mai devreme. Biserica se află pe noua listă a monumentelor istorice sub codul LMI:  BH-II-m-B-01159.

## Istoric
Nu se cunoaște anul ridicării bisericii de lemn din Hinchiriș. Este posibilă ridicarea ei în prima jumătate a secolului 18 sau chiar mai devreme, spre sfârșitul secolului 17.
Semnele de mutare de pe pereți și tradiția locală indică aducerea bisericii de pe un alt loc. Conform tradiției, locul ei inițial a fost pe dealul Bogojeștilor. Momentul mutării poate fi cel al alinierii satului pe vatra sa actuală, la 1773. După mutare ar fi apărut firesc necesitatea de a repicta biserica, ceea ce pare să se fi întâmplat în anul 1776, conform inscripției de pe ușile diaconești, "Anno Domini 1776".
Biserica a suferit o alterare semnificativă a butei și a turnului în timpul unor reparații din anul 1926.

## Imagini

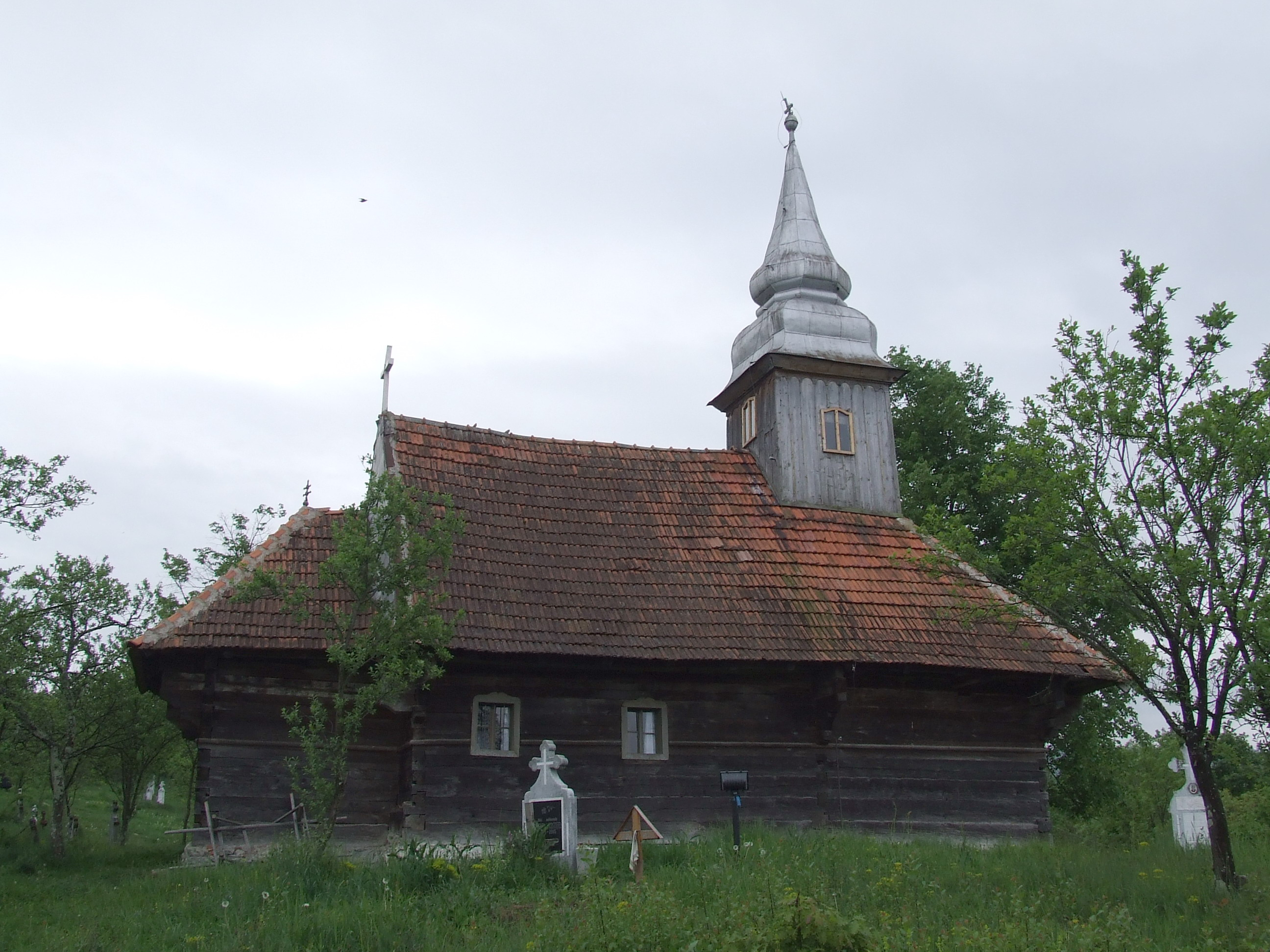
Fațada de nord, 2008
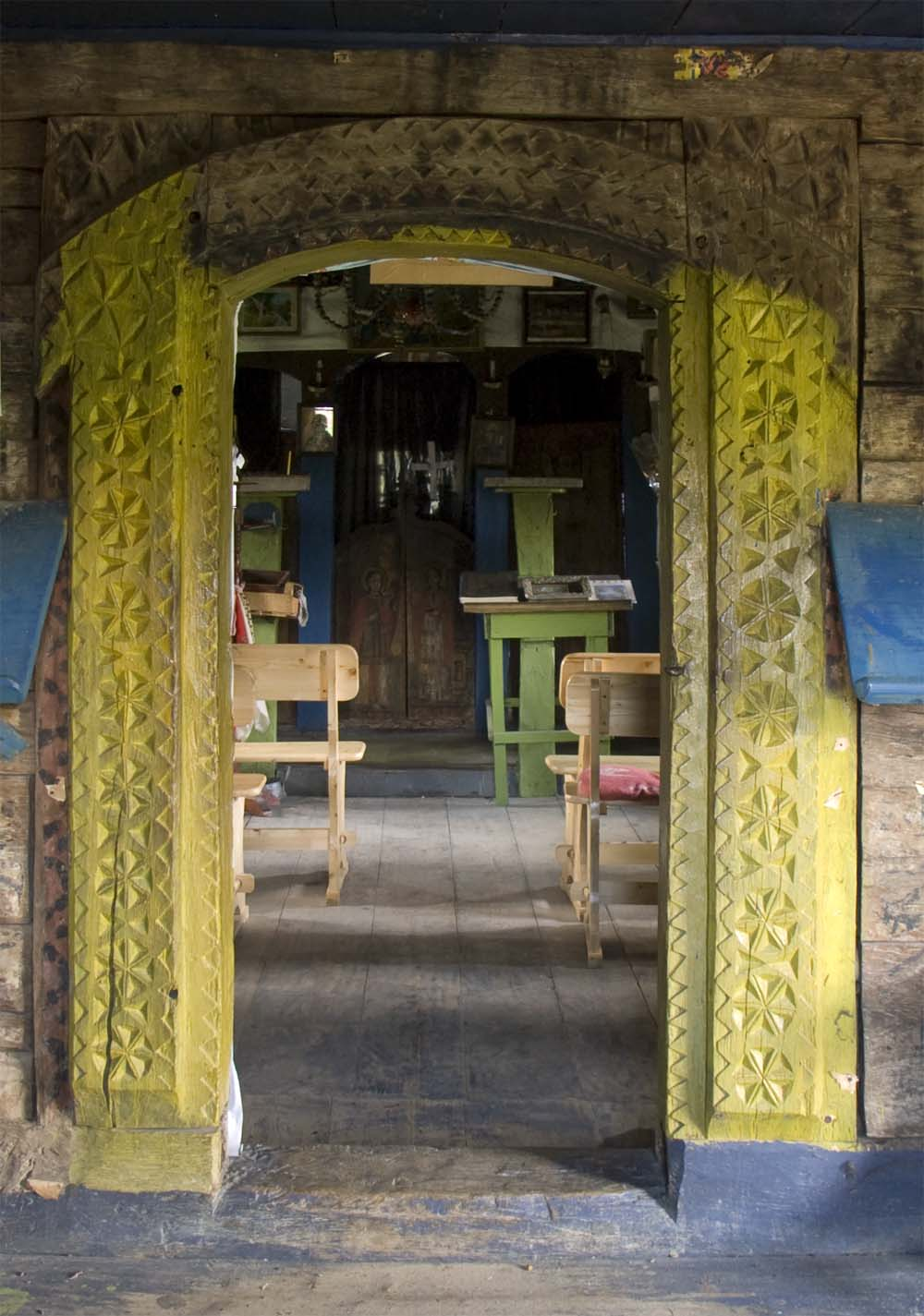
Portalul interior, 2008
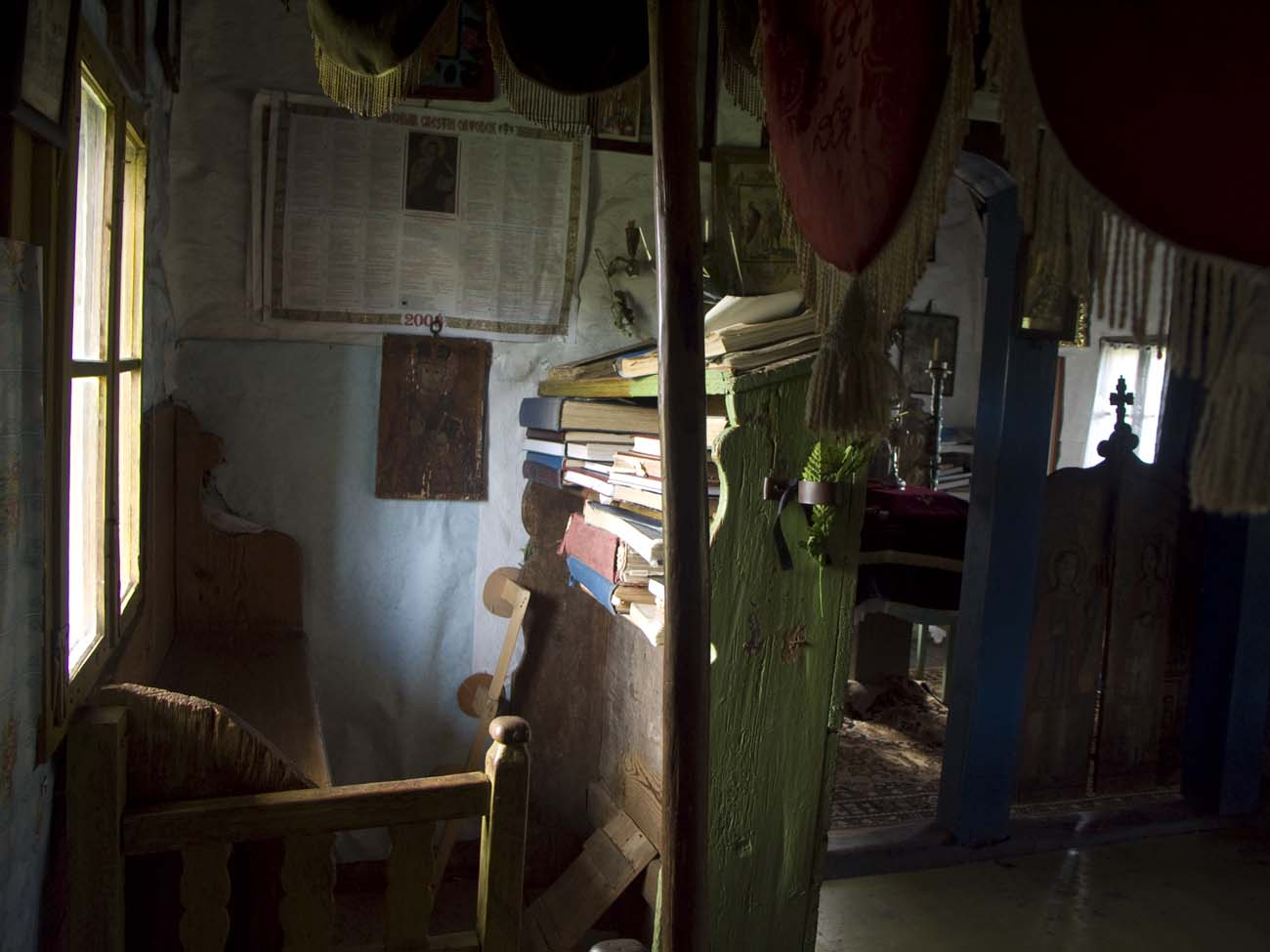
strana crâsnicului, 2008
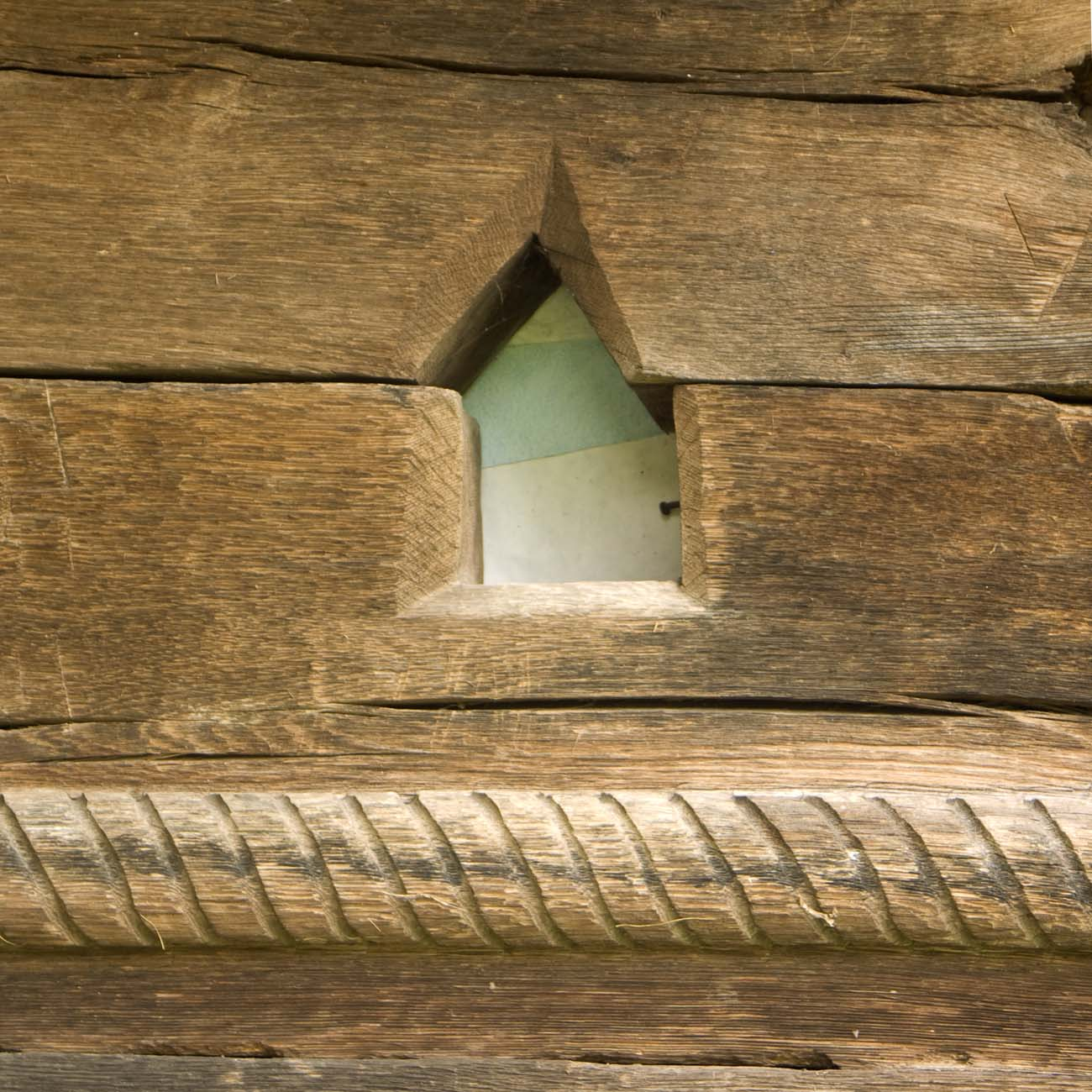
fereastră originală, 2008